# Trans (Mayenne)
Trans ist eine französische Gemeinde mit 227 Einwohnern (Stand: 1. Januar 2022) im Département Mayenne in der Region Pays de la Loire. Sie gehört zum Arrondissement Mayenne und zum Kanton Évron. 

## Geographie
Trans liegt etwa 35 Kilometer ostnordöstlich von Laval. Umgeben wird Trans von den Nachbargemeinden Villaines-la-Juhel im Norden, Courcité im Norden und Nordosten, Saint-Thomas-de-Courceriers im Osten und Südosten, Izé im Süden, Bais im Südwesten sowie Champgenéteux im Westen und Nordwesten.

## Bevölkerungsentwicklung
| Jahr                       | 1962 | 1968 | 1975 | 1982 | 1990 | 1999 | 2006 | 2019 |
| Einwohner                  | 422  | 352  | 318  | 307  | 273  | 238  | 244  | 227  |
| Quellen: Cassini und INSEE |      |      |      |      |      |      |      |      |

## Sehenswürdigkeiten

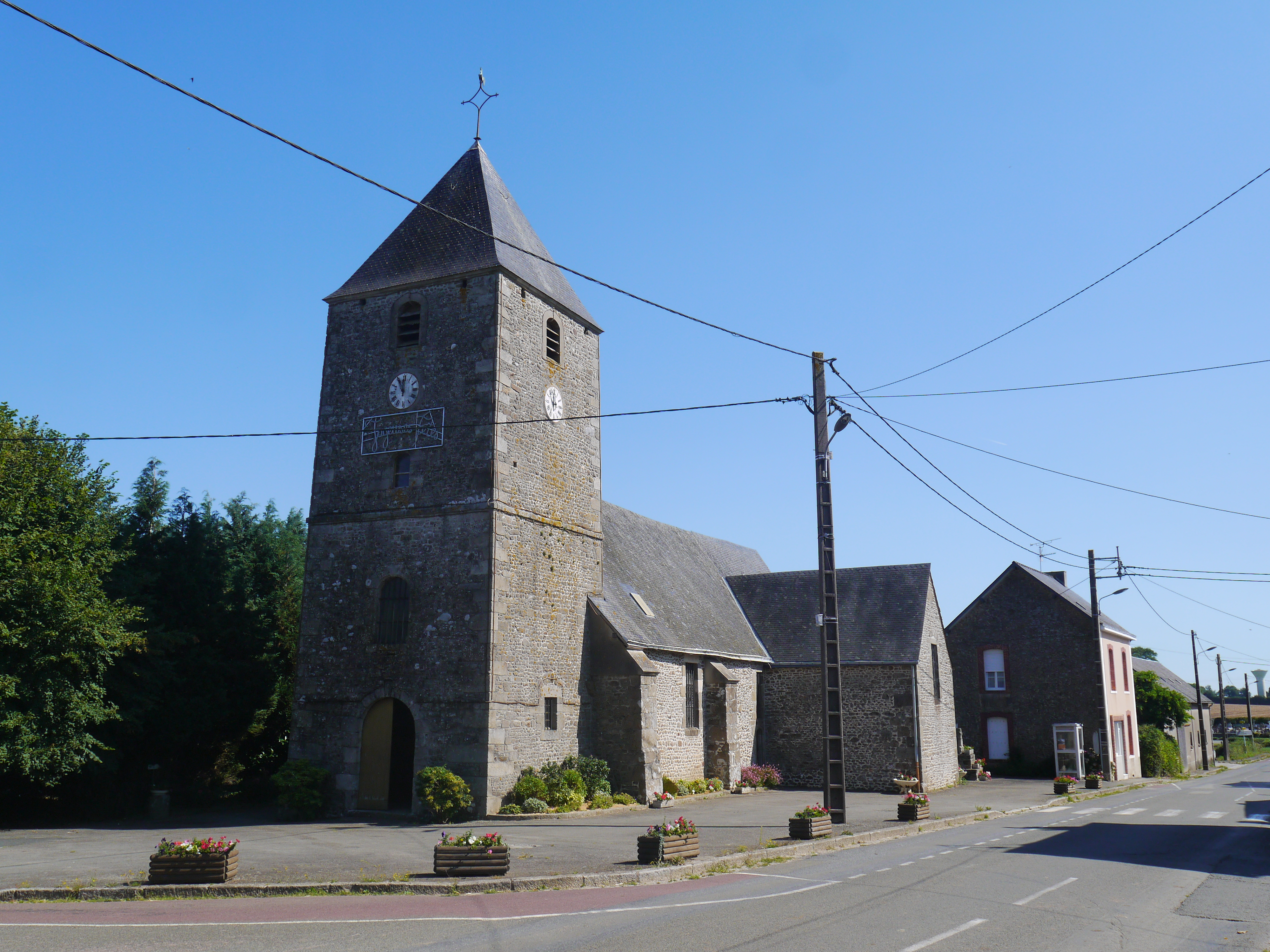
Kirche Saint-Nicolas

- Kirche Saint-Nicolas
- Kapelle Notre-Dame-de-la-Salette